# Monument de Changnyeong

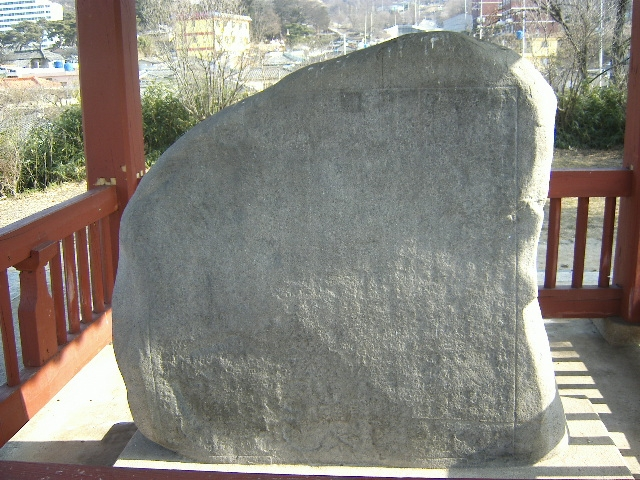
Le monument de Changnyeong

Le monument de Changnyeong est une stèle datant du règne du roi Jinheung (r. 540-576) de Silla qui a été retrouvé à Changnyeong-eup dans le sud de la Corée. Erigé pour commémorer une expansion territoriale, il est classé trésor national n° 33 depuis le 20 décembre 1962.
D'après l'inscription qu'elle porte, cette stèle a été plantée en 561 (un an avant la conquête définitive de l'ensemble de la confédération de Gaya) pour commémorer la conquête de Bitbeol Gaya réalisée en 555. Elle se trouvait initialement dans la forteresse de montagne Mongmasanseong (ko) avant d'être déplacée sous son pavillon actuel en 1924.
Fortement érodée, la première partie de l'inscription n'est plus lisible mais la dernière partie donne une liste de l'entourage du roi où chaque membre est mentionné avec sa position en suivant l'ordre hiérarchique. Elle mesure 176 cm de haut pour 175 cm de large et 30 cm d'épaisseur.
C'est l'une des quatre stèles marquant les nouvelles frontières résultant de l'expansion territoriale réalisée sous le règne de Jinheung qui sont encore connues. Les autres sont le monument de Bukhansan, le monument de Hwangchoryong (ko) et le monument de Maunryong (ko).